# Vals vienés

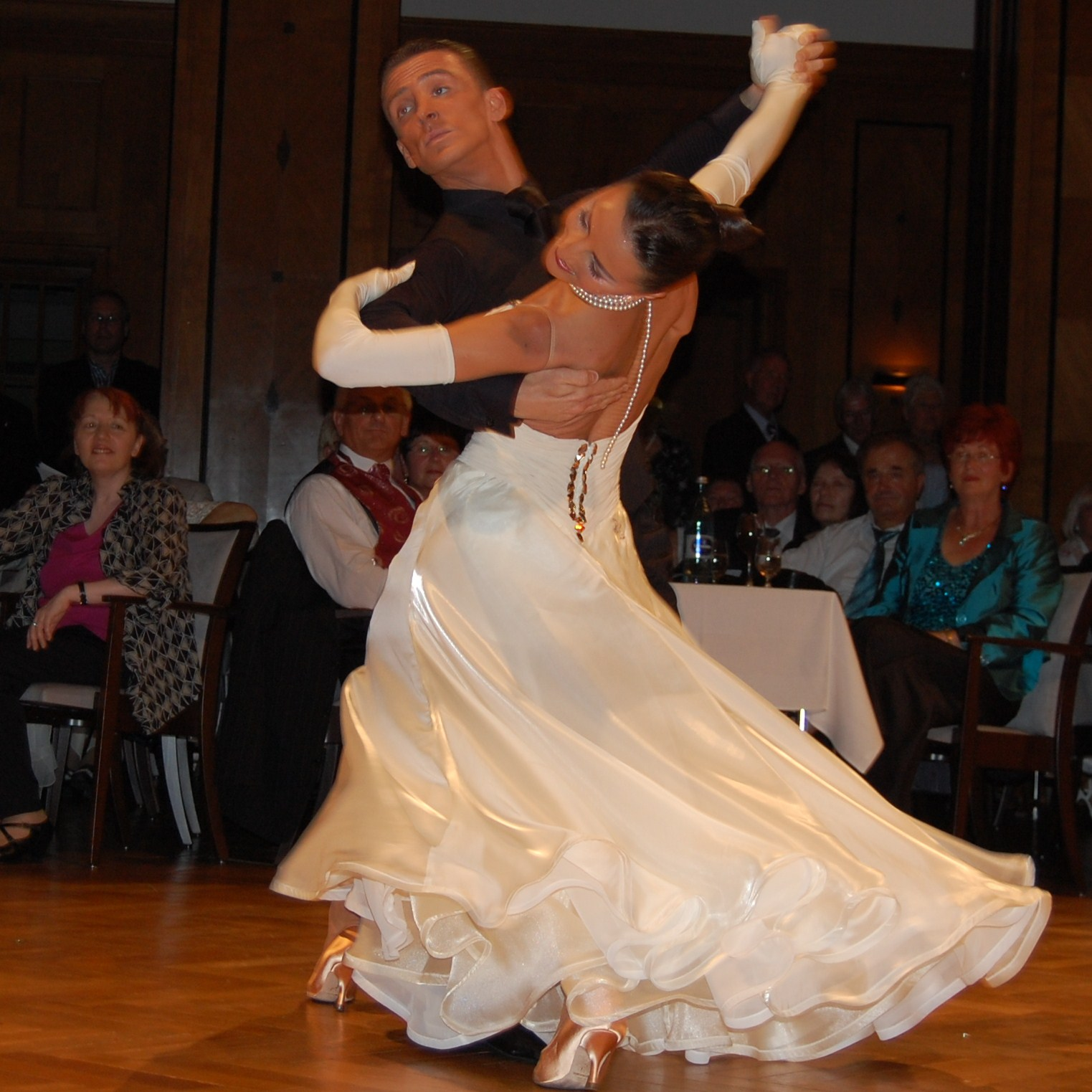
Bailarines de vals vienés.

El vals vienés (en alemán: Wiener Walzer) es uno de los estilos de baile dentro de los bailes de salón. Se reconocen al menos tres significados diferentes. En el primer sentido histórico, el nombre puede referirse a varias versiones del vals, incluidos los valses más tempranos hechos en el baile de salón, bailado con la música del vals vienés.
Lo que ahora se denomina vals vienés es la forma original del vals.  Fue el primer baile de salón realizado en la posición cerrada o posición de "vals". El que se conoce popularmente como vals es en realidad el vals inglés o vals lento, es bailado a unos 90 compases por minuto con 3 compases a la barra (en el estándar internacional de 30 medidas por minuto), mientras que el vals vienés se baila a unos 180 compases (58-60 medidas) por minuto. Hasta el día de hoy, en Alemania, Austria, Escandinavia y Francia, las palabras Walzer (en alemán para "vals"), vals (en danés, noruego, y sueco) y valse (en francés) implícitamente se refieren a la danza original y no al vals lento.
El vals vienés es un baile rotativo donde los bailarines constantemente están girando hacia la derecha del líder (natural) o hacia la izquierda (reversa), intercalados con pasos de cambio no giratorios para cambiar entre el sentido de rotación. Un verdadero vals vienés consiste solo en giros y pasos de cambio. Otros movimientos como los fleckerls, figuras de estilo americano y giros laterales son invenciones modernas y normalmente no se bailan en las competencias anuales en Viena. Además, en un vals vienés correctamente bailado, las parejas no pasan, sino que giran continuamente de izquierda a derecha mientras viajan en sentido contrario a las agujas del reloj alrededor del piso, siguiendo uno al otro.
A medida que el vals evolucionó, algunas de las versiones que se hicieron en torno al ritmo rápido original llegaron a llamarse específicamente "vals vienés" para distinguirlos de los valses más lentos. En el baile de salón moderno, dos versiones de vals vieneses son reconocidos: estilo internacional y estilo americano.
Hoy en día el vals vienés es un baile salón y un baile de pareja que forma parte de la división internacional estándar de baile de salón contemporáneo.

## Historia

### Historia temprana
El vals vienés,  llamado así para distinguirlo del vals y del vals francés, es el más viejo de los bailes de salón actuales. Surgió en la segunda mitad del siglo XVIII de la danza alemana y el Landler en Austria y fue popular y sujeto a críticas. El Waltzen, escrito en una revista de 1799, es interpretado por bailarines que se aferran a sus largos vestidos para evitar que se arrastren o se pisoteen. Los bailarines levantaban sus vestidos y los mantenían altos como capas y esto llevaría ambos cuerpos bajo una cubierta. Esta acción también requirió que los cuerpos de los bailarines estuvieran muy próximos entre sí y esta cercanía también atrajo el desprecio moral. Wolf publicó un folleto contra el baile titulado "La prueba de que Waltzing es la principal fuente de debilidad del cuerpo y la mente de nuestra generación" en 1797. Pero incluso cuando se enfrentó con toda esta negatividad, se hizo muy popular en Viena. Grandes salas de baile como el Zum Sperl en 1807 y el Apolo en 1808 se abrieron para dar espacio a miles de bailarines. El baile llegó y se extendió a Inglaterra en algún momento antes de 1812. Fue introducido como el vals alemán y se convirtió en un gran éxito. Se ganó terreno debido al Congreso de Viena a principios del siglo XIX y las famosas composiciones de Josef Lanner, Johann Strauss I y su hijo, Johann Strauss II.

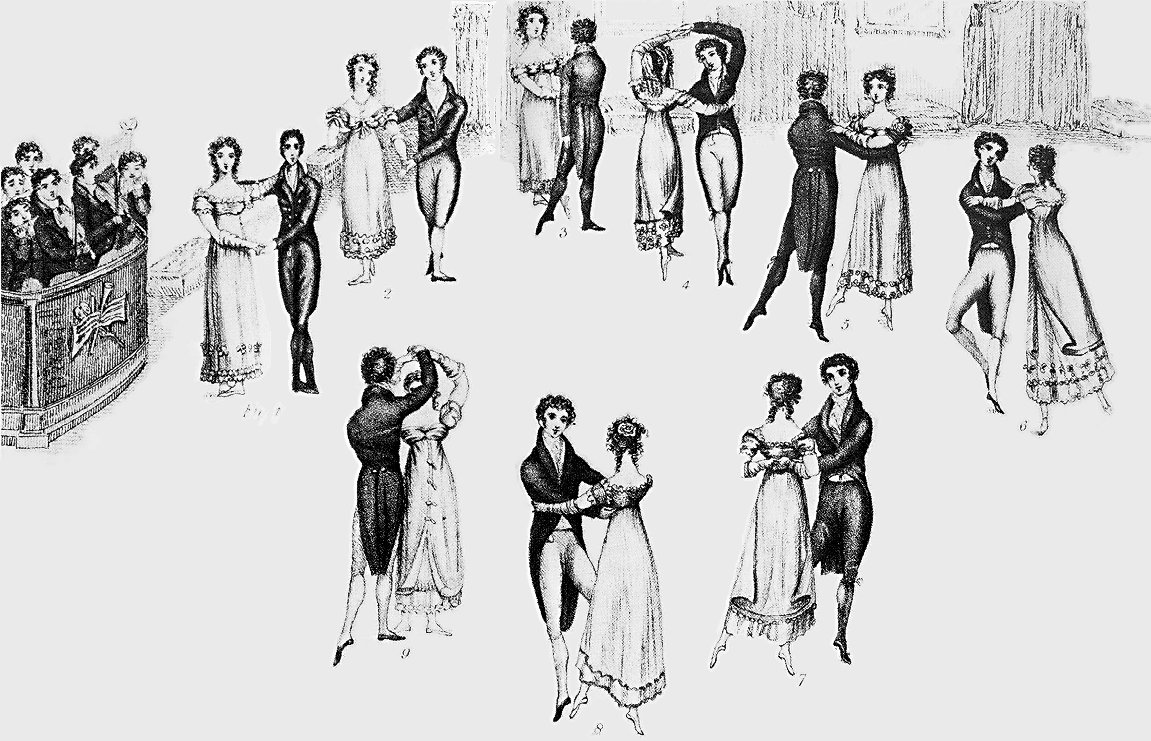
Pasos tempranos del vals, en 1816 de Thomas Wilson Treatise en waltzing

Inicialmente, el vals era significativamente diferente de su forma actual. En primer lugar, las parejas no bailaban en la posición cerrada como hoy. Las ilustraciones y descripciones dejan claro que las parejas bailaban con posiciones de brazo similares a las de los bailes precursores, el landler y la alemanda. El asimiento era a veces semicerrado, y a veces lado a lado. Los brazos se entrelazan y se hacen movimientos circulares bajo los brazos levantados. Ninguna pareja en el plato de Wilson se muestra en estrecho abrazo, pero algunos están en cerrado mantenerse frente a frente. Hubo otra diferencia significativa con la técnica actual. Los pies fueron girados hacia fuera y la subida del pie durante la danza era mucho más pronunciada que hoy. Esto se ve claramente en la figura, y tal estilo impone sus limitaciones sobre cómo se puede realizar el baile.
Para entender por qué Quirey dice: «El advenimiento del vals en la sociedad educada fue simplemente el cambio más grande en la forma de baile y los modales de baile que ha sucedido en nuestra historia» necesitamos darnos cuenta de que todas las danzas sociales europeas antes del vals eran danzas de secuencia comunal. Comunal, porque todos los bailarines en el piso participaron en un patrón preestablecido (a menudo elegido por un Maestro de Ceremonia). Los bailarines por separado, y como parejas, se enfrentaban al espectador tanto como hacia el interior. Así todos los presentes participaron como bailarines o como espectadores. Esta fue la manera con la contradanza y todos los bailes populares anteriores. Con el vals, las parejas eran independientes entre sí, y se volvían una hacia la otra (aunque no en contacto cercano). Lord Byron escribió una furiosa carta, que precede a su poema The Waltz, en la que desacredita la naturaleza antisocial de la danza, con la pareja «como dos polainas escupidos en el mismo punzón».

### Historia tardía
En la década de 1920, en Alemania, el vals vienés se volvió anticuado a medida que surgieron bailes más modernos y dinámicos. En Inglaterra el vals vienés se aclimató, allí se prefirió el boston y vals más tarde.

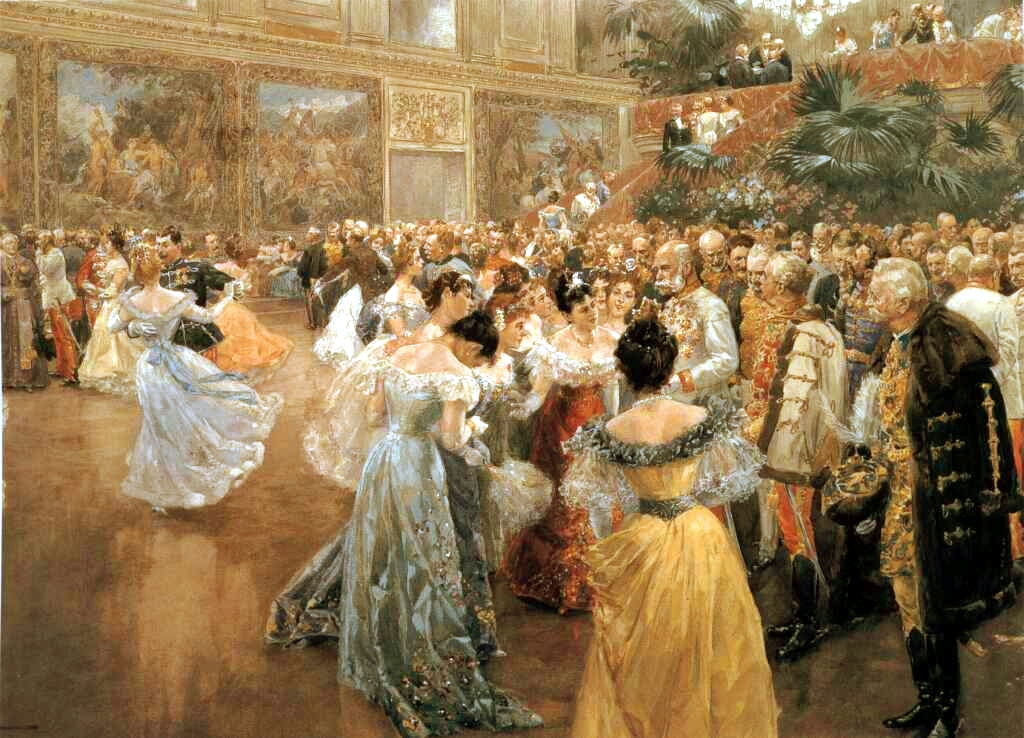
Salón en el Hofburg

A principios de la década de 1930, el vals vienés tuvo su regreso como baile popular en Alemania y Austria. El exoficial militar Karl von Mirkowitsch lo hizo aceptable tanto para la sociedad como para el salón de baile, y desde 1932 el vals vienés ha estado presente en las salas de baile. Al mismo tiempo, el vals vienés tuvo su regreso como una danza folclórica en el área del The Greater Cleveland Ohio U.S.A., debido a la población de eslovenos (60.000 - 80.000) se establecieron en la zona. Eslovenia, situada al sur de Austria, fue influenciada en su danza folklórica por el vals vienés. Frankie Yankovic, un esloveno de Cleveland Ohio viajó por el mundo interpretando su versión ("Estilo Cleveland" según el Salón de la Fama de Polka, Euclid Ohio) de los valses vieneses. Su «vals de falda azul» fue platino en 1949. Incluso hoy en día, hay muchas oportunidades de vals cada semana en el área de Cleveland. En 1951, Paul Krebs, profesor de danza de Nuremberg, combinó el tradicional vals austríaco con el estilo inglés de vals y tuvo gran éxito en el festival de danza de Blackpool en el mismo año. Desde entonces, el vals vienés es uno de los cinco bailes de baile estándar internacional; En 1963 se añadió al Welttanzprogramm que es el fundamento de las escuelas de baile europeas.
El vals vienés siempre ha sido un símbolo de sentimientos políticos y públicos. Fue llamado «La Marsellesa del corazón» (Eduard Hanslick, un crítico de Viena en el siglo pasado) y se suponía que había salvado la revolución de Viena (oración de un biógrafo del compositor Johann Strauss I), mientras que Strauss I mismo fue llamado el Napoleón Autrichien (Heinrich Laube, poeta del norte de Alemania).

## Técnica y estilos
El vals vienés es un baile rotatorio en el que los bailarines están constantemente girando en sentido horario (natural) o en sentido contrario a las agujas del reloj (en sentido inverso) intercalados con pasos de cambio no giratorios para cambiar entre el sentido de rotación. Un verdadero vals vienés consiste solo en giros y pasos de cambio. Otros movimientos como los fleckerls, figuras de estilo americano y giros laterales son invenciones modernas y normalmente no se bailan en las competencias anuales en Viena. Además, en un vals vienés correctamente bailado, las parejas no pasan, sino que giran continuamente de izquierda a derecha mientras viajan en sentido contrario a las agujas del reloj alrededor del piso, siguiendo uno al otro.
El vals vienés del estilo competitivo tiene un número reducido de pasos: pasos del cambio, pasando cambios, hesitations, hovers, el cheque del contra, giros naturales y reversos.

### Estilo internacional
El estilo internacional del vals vienés se baila en la posición cerrada. El plan de estudios se limita a giros naturales y reversos, cambios, fleckerls, contra cheque, bateo izquierdo y pivotes de tiempo de galope (pivotes centrales).
Según el World Dance Council, los pivotes centrales están excluidos.

### Estilo americano
El estilo americano del vals vienés tiene mucha más libertad, tanto en las posiciones de baile como en el programa de estudios.